# Поморцево
Помо́рцево (рос. Поморцево) — село у складі Біловського округу Кемеровської області, Росія.

## Населення
Населення — 517 осіб (2010; 575 у 2002).
Національний склад (станом на 2002 рік):
- росіяни — 93 %